# Cassida seraphina
Cassida seraphina es un coleóptero de la familia Chrysomelidae.
Fue descrita científicamente en 1836 por Ménétriés.